# Liputa
Liputa ist ein modischer Stil in der Demokratischen Republik Kongo. Dabei werden von Frauen moderne Kostüme in bunten Farben getragen. Der Stil des liputa entstand im Zuge des Kolonialismus. Der Begriff „Liputa“ bedeutet „farbenfrohe Stoffe“.

## Stil
Die Frauen tragen gewöhnlich Kostüme in leuchtenden Farben, da es einen hohen Wert in der Kultur darstellt, gut angezogen zu sein. Vor allem zu Feiern wie Hochzeiten, aber auch zum Marktbesuch und zu anderen Versammlungen kann der Kleidungsstil getragen werden. Mütter nutzen gewöhnlich das passende Material für die Tragetücher ihrer Kinder.

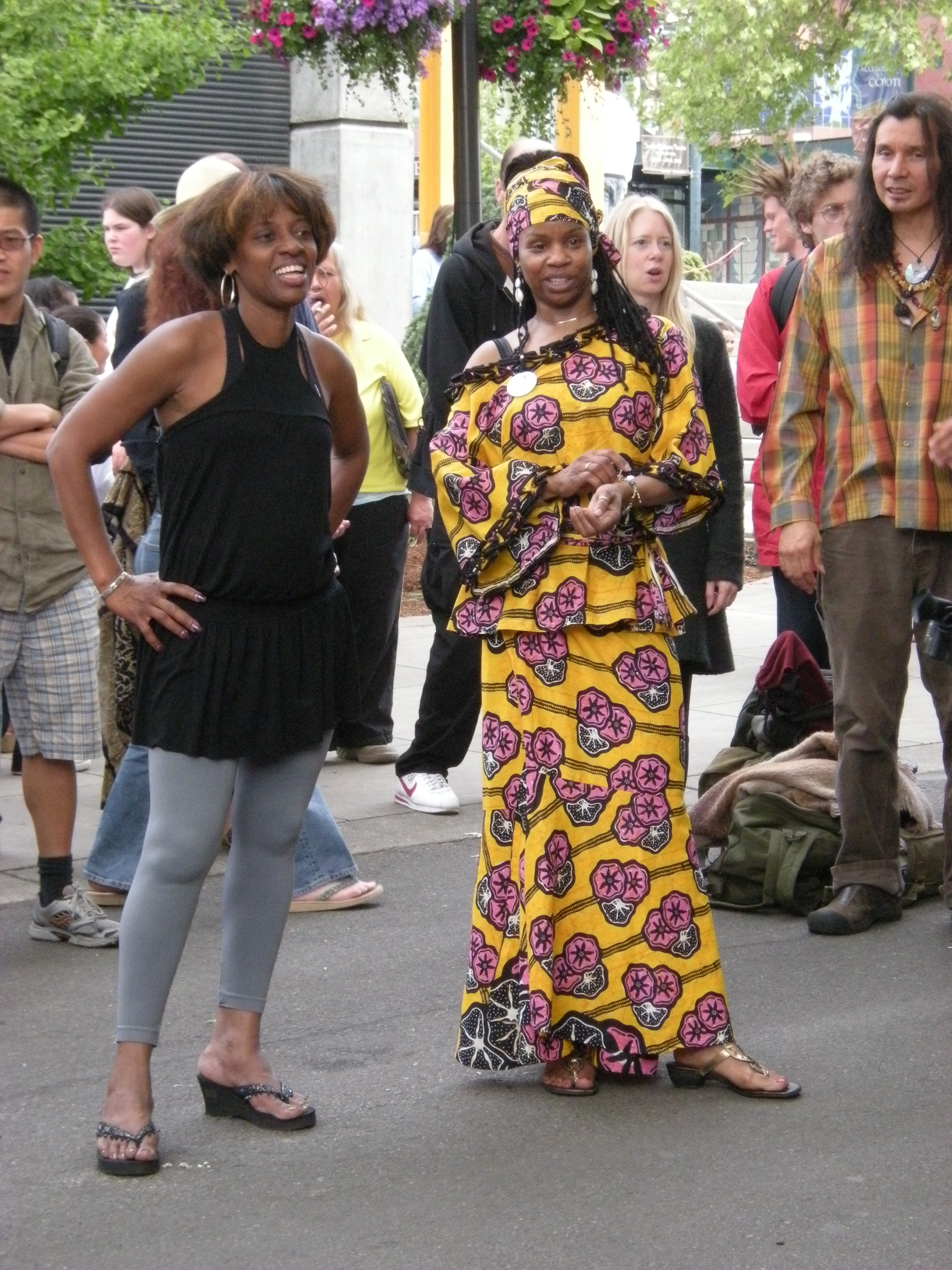
Eine Frau im Liputa-Kostüm.

## Bestandteile
Das Kostüm besteht aus vier Teilen, die aus demselben Stoff gemacht sind. Ein Teil wird als Bluse getragen, eines als Wrapper (Überkleid), eines als Gürtel um die Hüfte und ein weiteres wie ein Turban um den Kopf. Die Bluse hat einen großen Ausschnitt und große Ärmel. Ein Teil wird von der Hüfte abwärts bis zu den Füßen gewunden um die Beine zu bedecken (wrapped). Dieses wird mit dem Gürtelteil festgehalten. Damit kann auch angezeigt werden, ob die Frau verheiratet ist oder nicht. Dieses Teil wird gewöhnlich als eine große Schleife an der Hüfte gebunden. Das letzte Teil ist der Kopfputz, welcher wie ein Turban gebunden wird, um die Haare zu bedecken. Gewöhnlich ist die Bluse mit Stickereien verziert mit bunten Fäden und dekorativen Perlen.
Knöpfe werden traditionell nicht verwendet, können aber zur Dekoration der Bluse eingesetzt werden.

## Stoffe
Gewöhnlich wird reine Baumwolle verwendet, die in kräftigen Farben gefärbt wird, häufig mit Indigo.